# الک والتر
الک والتر (انگلیسی: Elke Walther؛ زادهٔ ۱ آوریل ۱۹۶۷) بازیکن فوتبال اهل آلمان است.

وی همچنین در تیم ملی فوتبال زنان آلمان بازی کرده‌است.